# Saint-Jean-de-la-Haize
Saint-Jean-de-la-Haize es una población y comuna francesa, situada en la región de Baja Normandía, departamento de Mancha, en el distrito de Avranches y cantón de Avranches.

## Demografía
| 460 | 479 | 451 | 459 | 437 | 399 |
| Para los censos de 1962 a 1999 la población legal corresponde a la población sin duplicidades (Fuente: INSEE [Consultar]) |     |     |     |     |     |